# 馬 (朝鮮將棋)
馬（韓文稱為）是朝鮮將棋的棋子之一。
「馬」的移動稱爲「跳馬」，走法為：每一回合可以沿任何方向的直線走一步然後沿斜綫一步，即沿著漢字「日」的對角綫從一段走向另一端，稱作「馬走日」。但如果馬的前後左右一步有任何一方的任何棋子，就不能走往那方向，稱爲「蹩馬腿」或「撬馬腳」（跟中國象棋同）。通常情況下，「馬」的攻擊力與「炮」相當。
「馬」的起始位置為雙方底線之左二排和右二排。
朝鮮將棋有马象易位，在对局之前决定是否进行易位，可以是左右两边一齐进行易位或是只进行一边的易位，而在对局开始后就不能再易位。所谓「马象易位」，就是在开局之前摆棋时，可以把「马」、「象」摆成以下四种摆法的其中一种。 
- 象马-象马
- 马象-马象
- 马象-象马
- 象马-马象